# Перкіомен Тауншип (округ Монтгомері, Пенсільванія)
Перкіомен Тауншип (англ. Perkiomen Township) — селище (англ. township) в США, в окрузі Монтгомері штату Пенсільванія. Населення — 8959 осіб (2020).

## Демографія
Згідно з переписом 2010 року, у селищі мешкало 9139 осіб у 3019 домогосподарствах у складі 2422 родин. Було 3107 помешкань
Расовий склад населення:
| - 88,1 % — білих - 5,2 % — азіатів - 4,1 % — чорних або афроамериканців |

До двох чи більше рас належало 2,1 %. Частка іспаномовних становила 2,9 % від усіх жителів.
За віковим діапазоном населення розподілялося таким чином: 32,4 % — особи молодші 18 років, 60,8 % — особи у віці 18—64 років, 6,8 % — особи у віці 65 років та старші. Медіана віку мешканця становила 35,5 року. На 100 осіб жіночої статі у селищі припадало 98,9 чоловіків;  на 100 жінок у віці від 18 років та старших — 93,2 чоловіків також старших 18 років.
Середній дохід на одне домашнє господарство  становив 116 924 долари США (медіана — 108 239), а середній дохід на одну сім'ю — 129 808 доларів (медіана — 113 068). Медіана доходів становила 76 445 доларів для чоловіків та 62 949 доларів для жінок. За межею бідності перебувало 4,9 % осіб, у тому числі 7,3 % дітей у віці до 18 років та 1,4 % осіб у віці 65 років та старших.
Цивільне працевлаштоване населення становило 4675 осіб. Основні галузі зайнятості: освіта, охорона здоров'я та соціальна допомога — 19,7 %, виробництво — 15,9 %, роздрібна торгівля — 12,6 %.